# Ugar
El río Ugar  (en serbio cirílico: Угар) es un importante afluente derecho del río Vrbas. Fluye a lo largo de 85 km, y la superficie de su cuenca es de unos 44.5 km a 328 km². 
Hay varias centrales hidroeléctricas en su curso. Se estima que el caudal medio anual en la desembocadura es de 6.98 m³ / s, y el flujo total de la capacidad de energía es de alrededor de 204.6 GWh por año.
La fuente del Ugar se encuentra en las laderas de la montaña Vlašić, aguas arriba de la localidad de Prelivode  (a unos 1550 metros sobre el nivel del mar). El área alrededor de la fuente se llama "Prelivode", con un radio de alrededor de 2-3 kilómetros. Prelivode está en una cresta entre las montañas Vlašić (1933 m) y Meokrnje (1425 m).
Se une al río Vrbas en Bočac hidroeléctrica lago artificial. 
El río es alimentado por numerosos afluentes de las montañas Vlašić, Čemernica y Ranča.
En un cañón profundo y largo por debajo de Skender Vakuf a cabo sólo en la desembocadura del río Vrbas, 20 kilómetros aguas abajo de los huevos. En el medio del cañón (casi vertical) corta en la meseta  por debajo Vlašić, y en algunos lugares más de 500 m de profundidad. 
Los afluentes del lado derecho más importantes son el Pljačkovac, Ilomska, Kobilja, Zirin potok, Kusin potok y Ugrić, y los afluentes del lado izquierdo de mayor entidad son el: Lužnica, Dedića potok, Andrijevića potok, Bunar, Oraški potok y Kukavički potok.